# Avesta (municipalité)
Pour les articles homonymes, voir Avesta (homonymie).
Avesta est une municipalité de la Suède dans le comté de Dalécarlie. Elle est le siège de la commune d'Avesta. 14 506 personnes y vivent. Elle est située sur le fleuve Dalälven.
La municipalité a reçu son statut de ville en 1641. Elle est depuis son origine un important centre industriel et des mines y sont toujours implantées et actives depuis 350 ans. Elle a notamment abrité un atelier réalisant des frappes de monnaies en cuivre comme les kopparplätmynt.